# الانتخابات الرئاسية الصومالية 2009
أُجريت انتخابات رئاسية غير مباشرة في الصومال في 30 يناير 2009.  وبسبب الوضع الأمني في العاصمة المؤقتة للحكومة الانتقالية بيدوا، أٌجريت الانتخابات في جيبوتي، وانتُخب شريف شيخ أحمد رئيسا للصومال.

## خلفية تاريخية
بعد استقالة الرئيس عبد الله يوسف أحمد في 29 ديسمبر 2008 جراء أزمة سياية أعقبت إقالته رئيس الوزراء نور حسن حسين ورفض البرلمان الاتحادي الانتقالي للإقالة. تولى رئيس البرلمان آدم محمد نور مدوبي مهام رئيس الصومال بشكل مؤقت حتى انتخاب رئيس جديد حسب الميثاق الاتحادي الانتقالي وذلك في غضون 30 يومًا، وعرض بعض أعضاء مجلس النواب تأجيل الانتخابات حتى تشكيل برلمان مؤقت جديد، والذي كان من المحتمل أن يضم معارضة إسلامية معتدلة إلا أن الرئيس المؤقت آدم مدوبي صرح بأنه سيتم اختيار رئيس جديد خلال فترة الثلاثين يومًا المنصوص عليها في الدستور. في 11 يناير 2009 أعلن مفوض السلام والأمن في الاتحاد الإفريقي رمطان لعمامرة أن الانتخابات ستجرى في 26 يناير وأن باب الترشح مفتوح حتى 20 يناير.
أعلن رئيس الوزراء نور حسن حسين عن ترشحه للرئاسة في 15 يناير 2009، كما قدم كل من النائب محمد قنيري أفرح (أحد أمراء الحرب السابقين)، والنائب حسن أبشير فارح وعلي محمد جيدي وعلي خليف جلير (وثلاثتهم رؤساء وزراء سابقين) وكذلك محمد سعيد حيرسي مورغان (أحد أمراء الحرب السابقين)، و رئيس تحالف إعادة تحرير الصومال شريف أحمد أوراق ترشحهم للرئاسة. وبشكل عام قدم ستة عشر مرشحًا أوراق ترشحهم للرئاسة؛ واعتٌبر رئيس الوزراء عدي ورئيس تحالف إعادة تحرير الصومال شريف أبرز المشاركين في السباق الرئاسي، ونتيجة للعقبات التي حالت دون إجراء الانتخابات تأجلت إلى موعدها النهائي؛ ورغم ضغط المجتمع الدولي تأجلت النتخابات عن موعدها في 28 يناير 2009 ليتم إجراؤها في 2 فبراير 2009.
وكما كان مقررا فقد ضُم إلى البرلمان الاتحادي الانتقالي 200 نائب يمثلون لمعارضة الإسلامية و 75 يمثلون أطياف المجتمع الصومالي في الداخل والخارج؛ وأدى النواب الجدد اليمين الدستورية في 27 يناير 2009، بعد موافقة البرلمان على ضمهم بتصويت 211 لصالح القرار وامتناع 3 أعضاء من إجمالي 275 نائبا كانوا يشكلون أعضاء المجلس قبل ضم الأعضاء الجدد.

## المرشحون
تقدم أربعة عشر مرشحا بشكل رسمي لخوض الانتخابات: وهم كالتالي:
- شريف شيخ أحمد زعيم تحالف إعادة تحرير الصومال
- محمد عثمان آدم مستشار بالسفارة الصومالية في العاصمة الكينية نيروبي
- محمد قنيري أفرح - زعيم فصيل سابق ووزير الأمن الداخلي.
- محمد أحمد علي مرشح شاب من صوماليي الشتات في الولايات المتحدة.
- عوض احمد عشرة، نائب في البرلمان
- يوسف أزهري مستشار الرئيس السابق عبد الله يوسف
- علي حاشي طوري، رجل أعمال صومالي مقيم في إيطاليا
- حسن أبشير فرح عمدة مقديشو الأسبق ورئيس الوزراء الصومالي في الفترة مابين 2001 و 2003
- محمود محمد جوليد، نائب ووزير سابق، عينه الرئيس عبد الله يوسف أحمد رئيسا للوزراء أواخر عام 2008 قبل أن يستقيل من المنصب بأيام قليلة.
- علي خليف جلير أكاديمي شغل منصب رئيس وزراء الصومال في الفترة ما بين 2000 و 2001
- عبد الرحمن عبدي حسين، قائد عسكري سابق والمبعوث الخاص إلى إيران
- نور حسن حسين رئيس الوزراء الصومالي
- أحمد حاشي محمود ضابط سابق في القوات المسلحة الصومالية.
- مصلح محمد سياد بري، لواء ونجل رئيس الصومال السابق محمد سياد بري
- موسى معلم يوسف، رجل أعمال مقيم في أوغندا

## النتائج
استمرت الانتخابات لجولتين صوت فيها النواب للمرشحين، وانخفض عدد المرشحين في الجولة الثانية إلى ستة، وانسحب عدد من المرشحين ليتبقى اثنان فقط لتحديد الفائز منهما. وانسحب عدد من المرشحين قبل بدء الجولة الثانية. وحصل شريف شيخ احمد في الجولة الأولى على 215 صوتا في حين حصل مصلح محمد سياد على 60 ونور حسن حسين على 59، و انسحب نور عدي بعد ذلك كما انسحب علي خليف غلير. وانتقل مصلح سياد وشريف إلى جولة الإعادة ليفوز شريف بأغلبية 293 صوتا مقابل 126 صوتا.